# Billy (bútor)
Billy (tipikus írásmódja BILLY) az IKEA bútoráruház által forgalmazott népszerű könyvespolc márkaneve. 1979-ben tervezte Gillis Lundgren svéd formatervező. Az IKEA azóta több mint 60 millió egységet adott el belőle világszerte. 

## Eladások
Az IKEA 2009-ben bejelentette, hogy több mint 41 millió Billy könyvespolcot adott el addig. 2017-ben a BBC beszámolt arról, hogy az eladások meghaladták a 60 millió egységet.

## Képgaléria

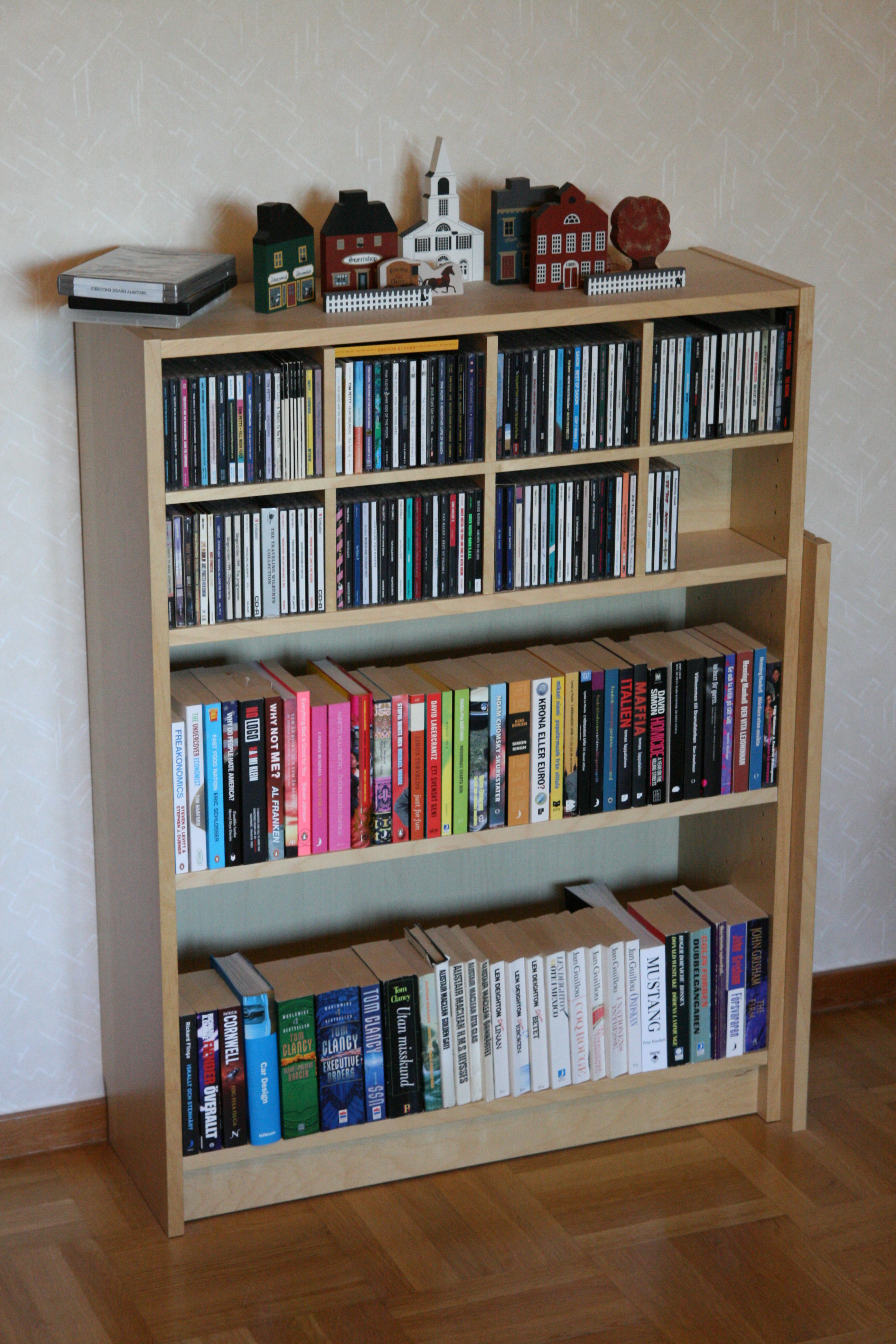
Billy könyvespolc
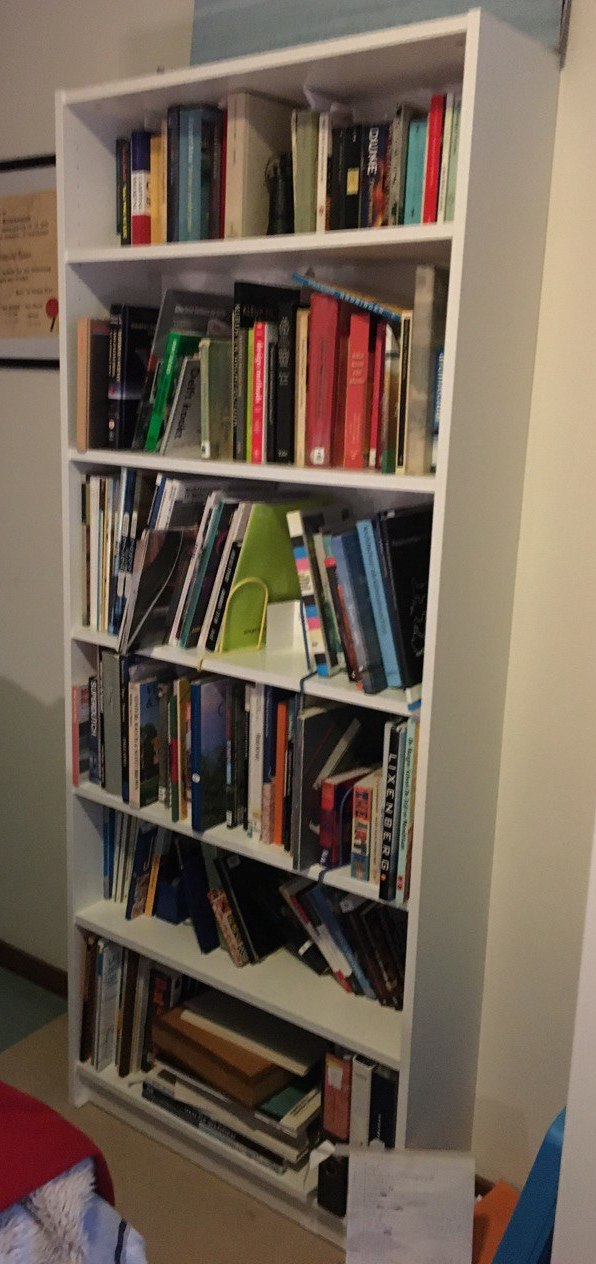
Sztenderd modell
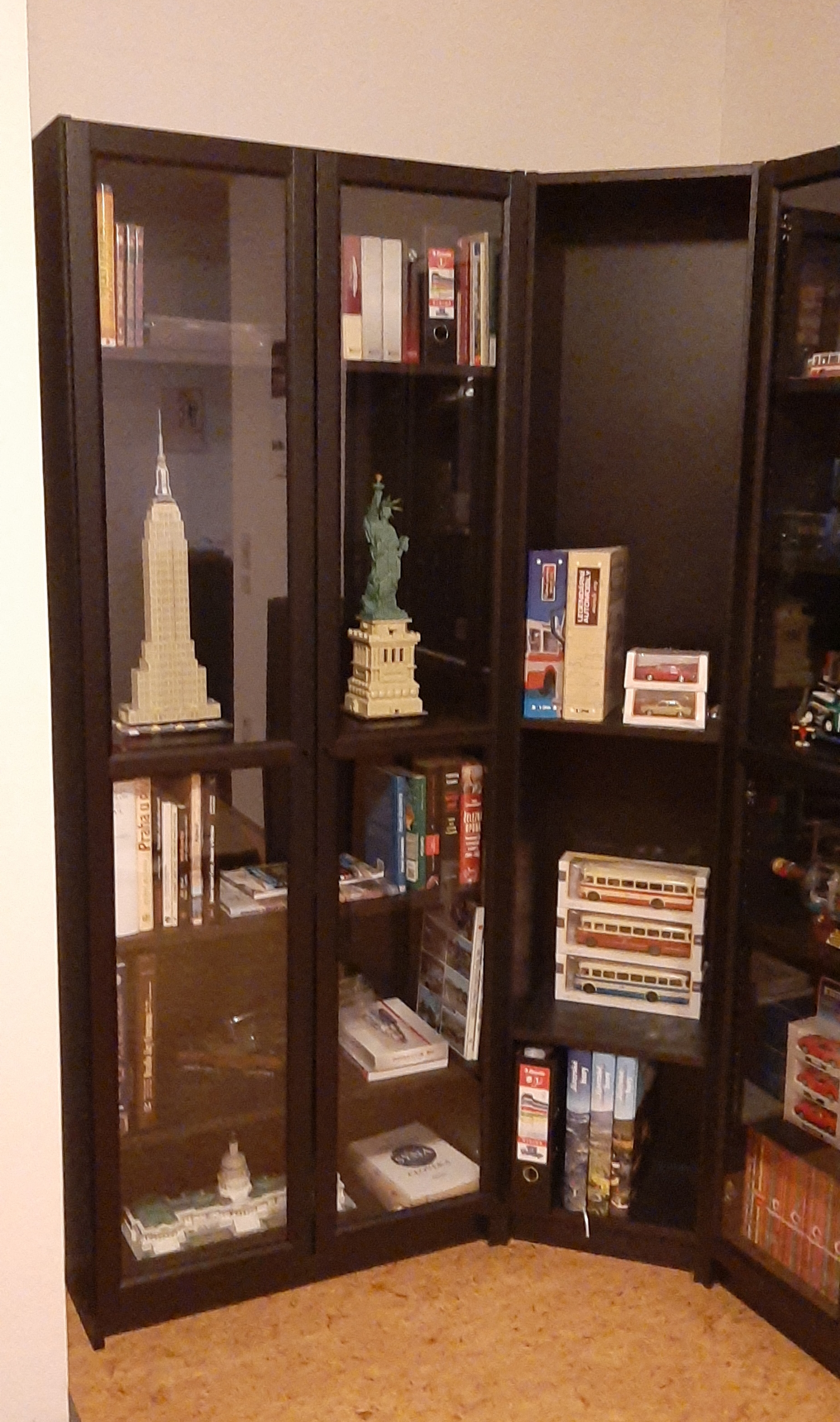
Sarokmodell